# Закко
Закко (лат. Zacco) — род лучепёрых рыб из семейства карповых. Обитают в Восточной Азии.

## Систематика
Ближайшим родственным родом является Candidia, от которого Zacco отделился в раннем плиоцене (около 5 млн лет назад).
На май 2019 года в род включают 4 вида:
- Zacco acutipinnis (Bleeker, 1871)
- Zacco chengtui Kimura, 1934
- Zacco platypus (Temminck & Schlegel, 1846) — Обыкновенный закко
- Zacco taliensis (Regan, 1907)

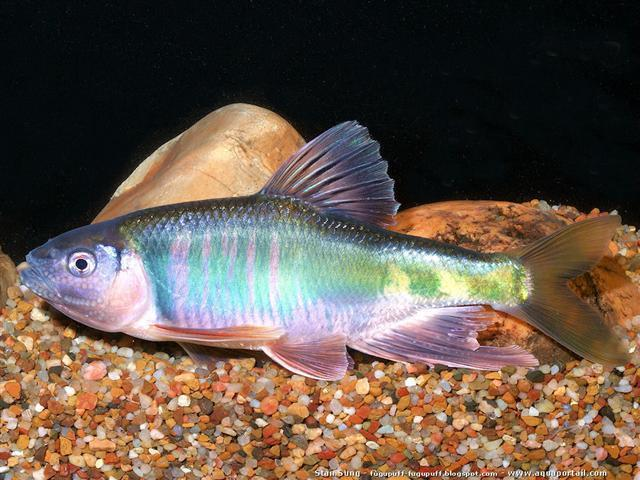
Zacco chengtui
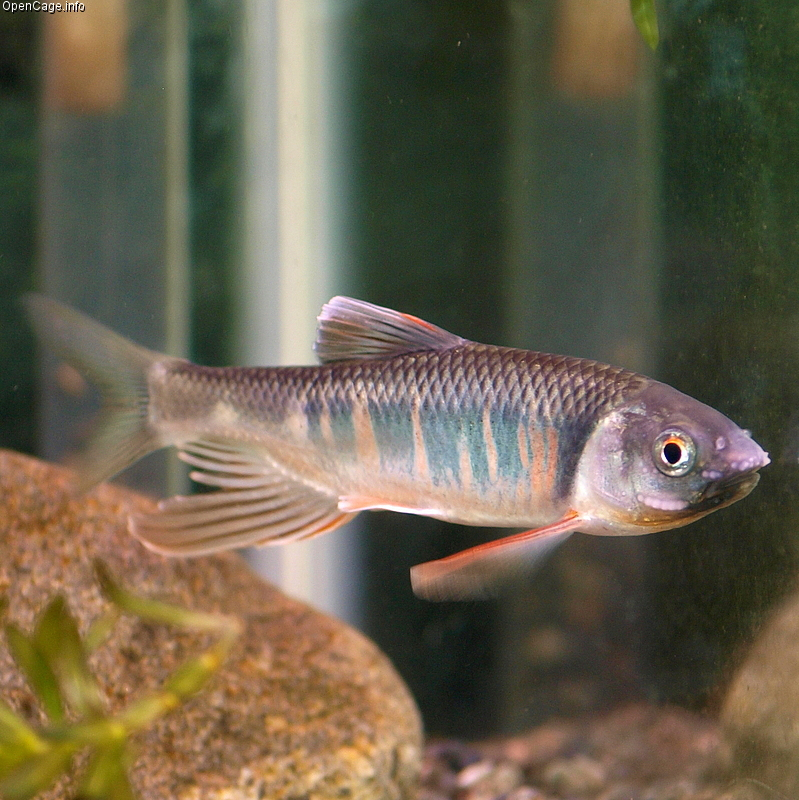
Обыкновенный закко

## Распространение
Представители рода встречаются в Японии, Корее, Китае и на Тайване.